# Choerodon gomoni
Choerodon gomoni är en fiskart som beskrevs av Allen och Randall 2002. Choerodon gomoni ingår i släktet Choerodon och familjen läppfiskar. IUCN kategoriserar arten globalt som livskraftig. Inga underarter finns listade i Catalogue of Life.